# Livermorij
Livermorij je kemijski element atomskog (rednog) broja 116 i atomske mase 293. U periodnom sustavu elemenata predstavlja ga simbol Lv.

## Stabilnost
Poznati izotopi livermorija zapravo nemaju dovoljno neutrona da budu stabilni. Budući da su teži izotopi općenito dugovječniji livermorij se približava otoku stabilnosti.
Očekuje se da će Livermorij biti u blizini otoka stabilnosti u čijem su središtu kopernicij (element 112) i flerovij (element 114). Zbog očekivanih visokih fisijskih barijera svaka jezgra unutar otoka stabilnosti raspada se alfa raspadom, možda zahvatom elektrona i beta raspadom (većinom alfa-raspadom).